# Tom Egeland
Tom Egeland, född 8 juli 1959 i Oslo, är en norsk författare och journalist.
Egeland har arbetat som journalist på veckotidningen Vi Menn, på morgontidningen Aftenposten och som nyhetschef i norska TV 2. Egeland debuterade som författare 1988 med skräckromanen Stien mot fortiden. Publikgenombrottet kom med boken Sirkelens ende 2001 (på svenska Cirkelns ände 2005) som har jämförts med Dan Browns bok Da Vinci-koden vilken kom ut två år senare. Egelands böcker har översatts till 24 språk (2016).